# Flugunfall einer HFB 320 Hansa Jet bei Madrid
Der Flugunfall einer HFB 320 Hansa Jet bei Madrid ereignete sich am 12. Mai 1965. Dabei stürzte eine HFB 320 Hansa Jet bei einem Testflug der Hamburger Flugzeugbau nach einem Kontrollverlust mit Deep Stall zu Boden, wobei eine Person starb.

## Flugzeug
Bei der betroffenen Maschine handelte es sich um den ersten Prototyp des neu entwickelten Flugzeugtyps HFB 320. Die Maschine mit der Werknummer 1001 wurde durch das Unternehmen Hamburger Flugzeugbau (heute ein Teil von Airbus) gebaut. Ihr Erstflug am 20. April 1964 vom Flugplatz Hamburg-Finkenwerder war gleichzeitig der Erstflug dieses Flugzeugtyps. Das zweistrahlige Geschäftsreiseflugzeug war mit zwei Turbojettriebwerken des Typs General Electric CJ 610-1/5/9 ausgerüstet.

## Insassen
An Bord der Maschine befanden sich drei Besatzungsmitglieder, die damit betraut waren, Flugtests mit der Maschine durchzuführen. Die Besatzung bestand aus den Piloten Loren Davis und Hans Bardill sowie einem weiteren Besatzungsmitglied.

## Unfallhergang
Mit der Maschine wurden an dem Tag Überziehversuche in großer Höhe durchgeführt. In einer Höhe von 22.000 Fuß (ca. 6.700 Meter) kam es zu einem Deep Stall. Die mit hinten angeordneten Triebwerken und einem T-Leitwerk ausgerüstete Maschine nahm damit einen überkritischen Anstellwinkel ein, bei dem neben dem Strömungsabriss an den Tragflächen der Luftstrom auch die Höhenflosse und das Höhenruder nicht mehr erreichte, da sich diese im Windschatten der Tragflächen befanden. Die nicht mehr steuerbare Maschine kreiste mit einem Flachtrudeln in Richtung Boden. Die HFB 320 war mit einem Anti-Spin-Fallschirm ausgerüstet, den die Piloten aktivierten, um die Maschine aus dem Strömungsabriss abzufangen. Da das Auslösen des Anti-Spin-Fallschirms ohne ausreichende Wirkung blieb, sprangen die Besatzungsmitglieder mit Fallschirmen aus dem Flugzeug ab. Der Pilot Hans Bardill und das dritte Besatzungsmitglied konnten sicher mit Fallschirmen aus der Maschine abspringen. Der Pilot Loren Davis verhakte sich nach seinem Absprung in den Seilen des Anti-Spin-Fallschirms der Maschine und es gelang ihm nicht mehr, sich zu befreien. Die HFB 320 fiel zu Boden und schlug auf einem Hang auf, wobei die Flugzeugnase nach dem Aufprall in Richtung Tal zeigte. Davis kam bei dem Unfall ums Leben.

## Folgen
Ungeachtet des Unfalls erhielt der Flugzeugtyp im Jahr 1967 seine Musterzulassung. Die Vermarktung der HFB 320 scheiterte jedoch, die Maschine wurde zu einem kommerziellen Misserfolg, sodass die Serienfertigung 1973 nach nur 45 produzierten Serienmaschinen eingestellt wurde.
Der Testpilot Hans Bardill kam am 1. Februar 1972 beim Testflug des ersten Prototypen der VFW 614 ums Leben, als er mit einem Fallschirm aus der Maschine absprang (siehe auch Flugunfall einer VFW 614 in Bremen).